# Бюріс (Пенсільванія)
Бюріс (англ. Beurys Lake) — переписна місцевість (CDP) в США, в окрузі Скайлкілл штату Пенсільванія. Населення — 132 особи (2020).

## Географія
Бюріс розташований за координатами 40°43′4″ пн. ш. 76°22′48″ зх. д. / 40.71778° пн. ш. 76.38000° зх. д. (40.717827, -76.379918).  За даними Бюро перепису населення США в 2010 році переписна місцевість мала площу 1,05 км², з яких 1,01 км² — суходіл та 0,04 км² — водойми.

## Демографія
Згідно з переписом 2010 року, у переписній місцевості мешкали 124 особи в 60 домогосподарствах у складі 41 родини. Густота населення становила 118 осіб/км².  Було 124 помешкання (118/км²).
Расовий склад населення:
| - 100,0 % — білих |

До двох чи більше рас належало 0,0 %. Частка іспаномовних становила 0,8 % від усіх жителів.
За віковим діапазоном населення розподілялося таким чином: 14,5 % — особи молодші 18 років, 73,4 % — особи у віці 18—64 років, 12,1 % — особи у віці 65 років та старші. Медіана віку мешканця становила 45,0 року. На 100 осіб жіночої статі у переписній місцевості припадало 103,3 чоловіків;  на 100 жінок у віці від 18 років та старших — 107,8 чоловіків також старших 18 років.
Середній дохід на одне домашнє господарство  становив 60 194 долари США (медіана — 60 536), а середній дохід на одну сім'ю — 73 258 доларів (медіана — 66 000). Медіана доходів становила 66 667 доларів для чоловіків та 31 667 доларів для жінок. За межею бідності перебувало 4,1 % осіб, у тому числі 0,0 % дітей у віці до 18 років та 0,0 % осіб у віці 65 років та старших.
Цивільне працевлаштоване населення становило 66 осіб. Основні галузі зайнятості: освіта, охорона здоров'я та соціальна допомога — 30,3 %, роздрібна торгівля — 16,7 %, мистецтво, розваги та відпочинок — 12,1 %, виробництво — 10,6 %.